# Glaucocharis ediella
Glaucocharis ediella là một loài bướm đêm trong họ Crambidae.